# Сюрко

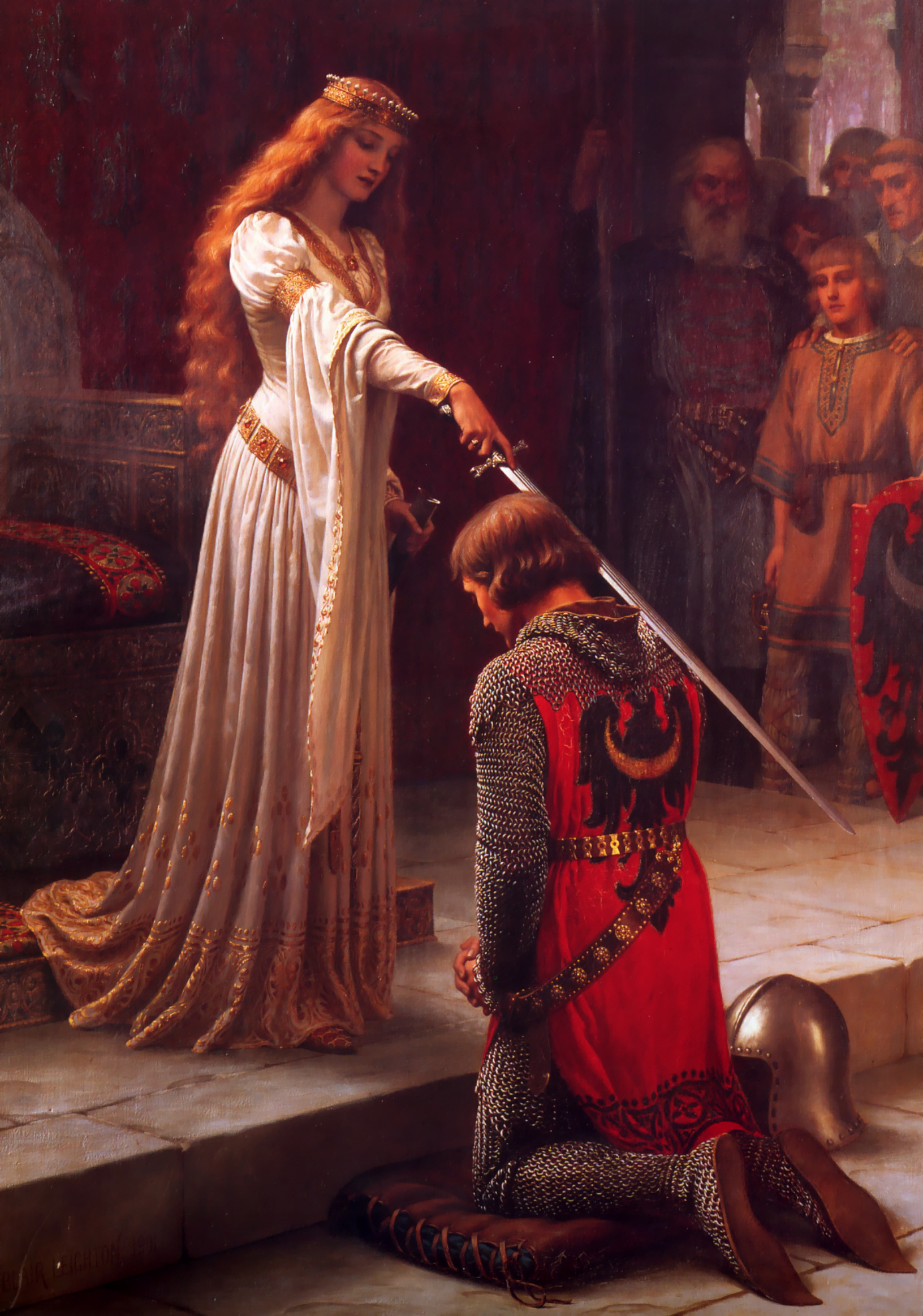
Сюрко, надетое поверх кольчуги

Сюрко́ — начиная с XII века длинный и просторный плащ-нарамник, похожий по покрою на пончо и часто украшавшийся гербом владельца. Обычно сюрко был длиной чуть ниже колена, имел разрезы в передней и задней части, без рукавов.

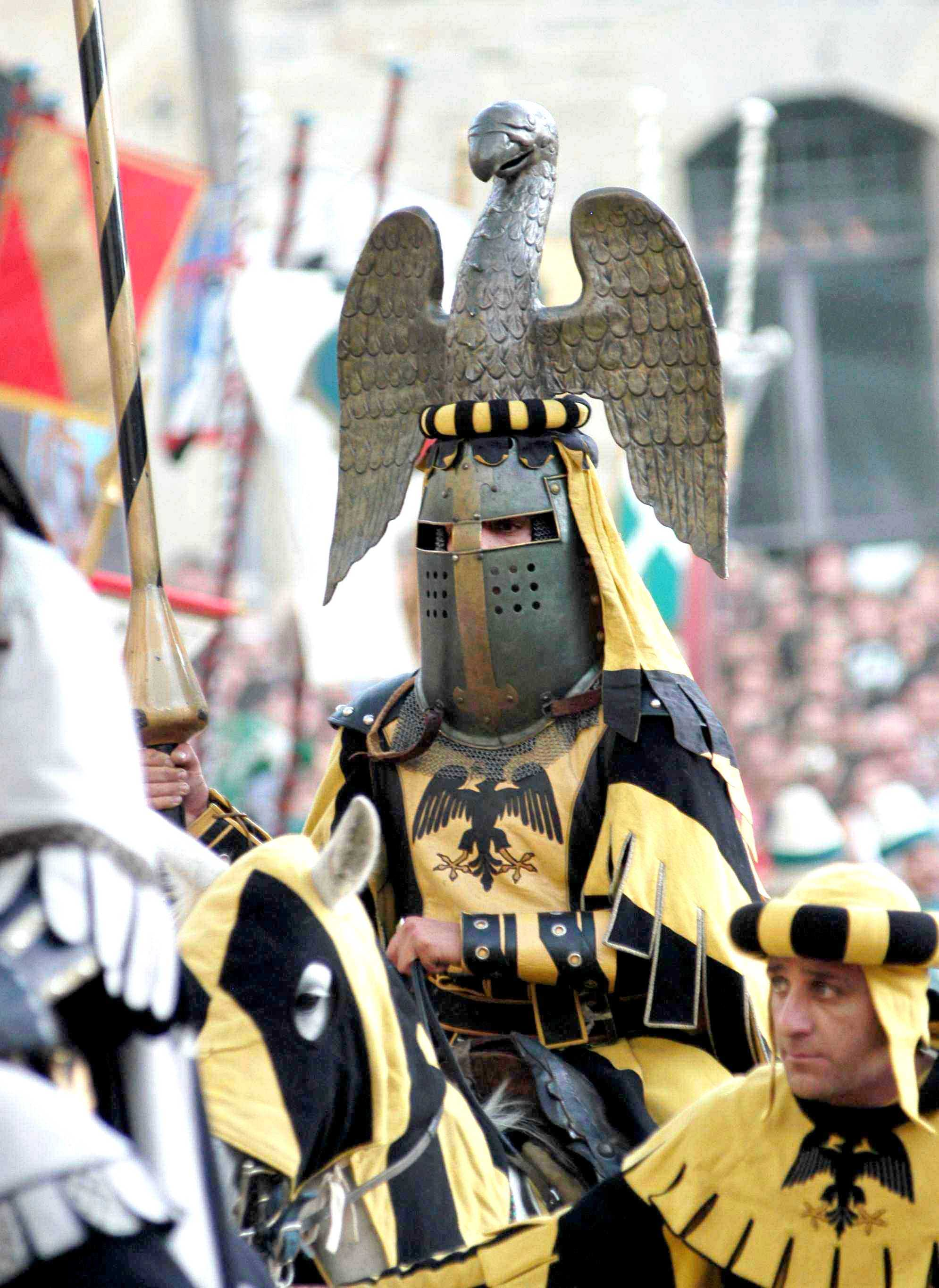
Рыцарь в сюрко и горшковом шлеме с нашлемной фигурой, бурелетом и намётом

Этот плащ рыцари носили для защиты кольчуги от нагрева солнцем (во время крестовых походов у рыцарей появилась мода для защиты от солнца носить поверх шлема арабскую куфию, которая в рыцарском варианте называлась намёт и была гербовых цветов).
Сюрко также служило во время плохой погоды, защищая легко разъедаемые ржавчиной кольца от дождя и грязи, а также от крови во время сражения. В конце XIII века под сюрко начали крепить металлические пластины, такое сюрко называлось Coat-of-Plates и представляло собой раннюю бригантину. По другой версии, бригантина происходит от восточных доспехов периода монгольского нашествия.
Около 1420 года изначально в Италии, а затем и в остальной Европе начинает получать распространение так называемый белый доспех, который носился открыто и сам служил в качестве декоративного элемента. Период 1420—1485 годов в оружиеведении называется «периодом без сюрко», поскольку в это время из-за распространения белого доспеха надоспешная одежда выходит из моды и становится исключительно редкой.
Также сюрко называли вошедший в обиход с XIII века вид женской одежды с рукавами или без рукавов. В XIV веке вошёл в моду специфический тип безрукавного сюрко с гипертрофированными вырезами для рук, встретивший критику со стороны церкви из-за слишком откровенной по понятиям тех лет демонстрации женского тела (всё ещё прикрытого нижней одеждой). К XV веку женский вариант сюрко вышел из моды, но его ношение в качестве церемониальной одежды зафиксировано ещё в середине XVI века.
Сюрко с капюшоном носили и монахи.